# 12.12: The Day
12.12: The Day (tiếng Hàn: 서울의 봄; Romaja: Seoul-ui bom) là một bộ phim chính kịch hành động lịch sử Hàn Quốc năm 2023 do Kim Sung-su đạo diễn, có sự tham gia của Hwang Jung-min, Jung Woo-sung, Lee Sung-min, Park Hae-joon và Kim Sung-kyun. Bộ phim lấy bối cảnh cuộc đảo chính quân sự ngày 12 tháng 12 năm 1979. Phim được ra rạp vào ngày 22 tháng 11 năm 2023 và trở thành phim Hàn Quốc có doanh thu cao nhất năm 2023.